# Peter Hol
Peter Hol (Oslo, 19 marzo 1883 – Winnipeg, 22 giugno 1981) è stato un ginnasta norvegese.